# Sefi Atta
Sefi Atta, född 1964 i Lagos, är en nigeriansk författare, bosatt i USA. 
Attas far var av okenefolket och hennes mor av yoruba. Hon gick på Queen's College i Lagos mellan 1974 och 1978, och sedan på internatskolan Millfield i England mellan 1978 och 1982. 1985 tog hon en ekonomiexamen på Birmingham University, varefter hon gjorde praktik som revisor i London mellan 1988 och 1991. Hon började skriva 1994, efter att ha flyttat till USA för att studera kreativt skrivande på Antioch University i Los Angeles.
Noveller av Atta har publicerats i Los Angeles Review och Mississippi Review och har vunnit flera priser, bland annat Internationella PEN-klubbens David TK Wong Prize 2004/2005. Hennes debutroman Everything Good Will Come (på svenska Allt gott ska komma dig till del (2010)) gavs ut 2006, och tilldelades det allra första Wole Soyinka Prize for Literature. Hon har även gett ut novellsamlingen Lawless (2009, i USA och Storbritannien med titeln News from Home), som belönades med Noma Award for Publishing in Africa. Hennes andra roman Swallow gavs ut hösten 2010. På svenska finns även novellerna Hagel i tidskriften Karavan (2006/2) och De laglösa i antologin Kärlek x 21 – Afrikanska noveller (2010).